# Paul Hallberg
Paul Hallberg, född 1734, död 1789, var en hälsingemålare och kyrkomålare baserad i Hudiksvall och verksam i Hälsingland.
Hallberg var en av de tidiga hälsingemålarna som fått formell utbildning. Han skall ha lärt sig målarkonsten i Stockholm, blev gesäll 1760, antogs 1763 i målarämbetet i Hudiksvall där han sedan blev kvar fram till sin död. Han har målat ett flertal altartavlor i landskapet, genomförda med välgjorda skenperspektiv. Hallberg arbetade i regel efter förlagor och använde ofta bibelbilderna från Christopher Weigels Histriae Calebriores från 1712.
Hallberg målade bland annat kapellet i Färila 1776, målade altartavla och skulpturer till orgelverket i Ljusdals kyrka, och målade altartavlan i Delsbo kyrka 1764. Bland hans bevarade profana arbeten märks en tapet i olja på väv från 1768 i gården nummer 10 i Växbo, Bollnäs socken.